# Llista de peixos de les illes Desventuradas

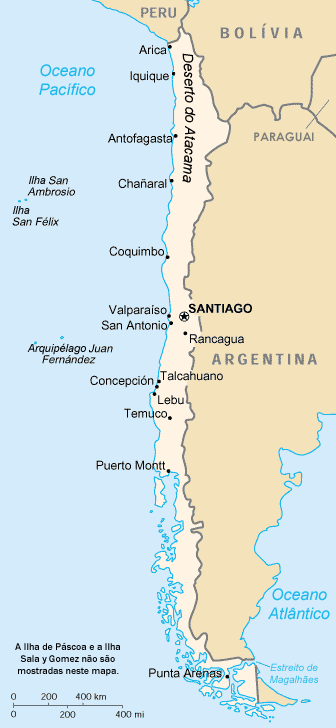
Localització de les illes Desventuradas (illes San Félix i San Ambrosio) davant de la costa continental xilena

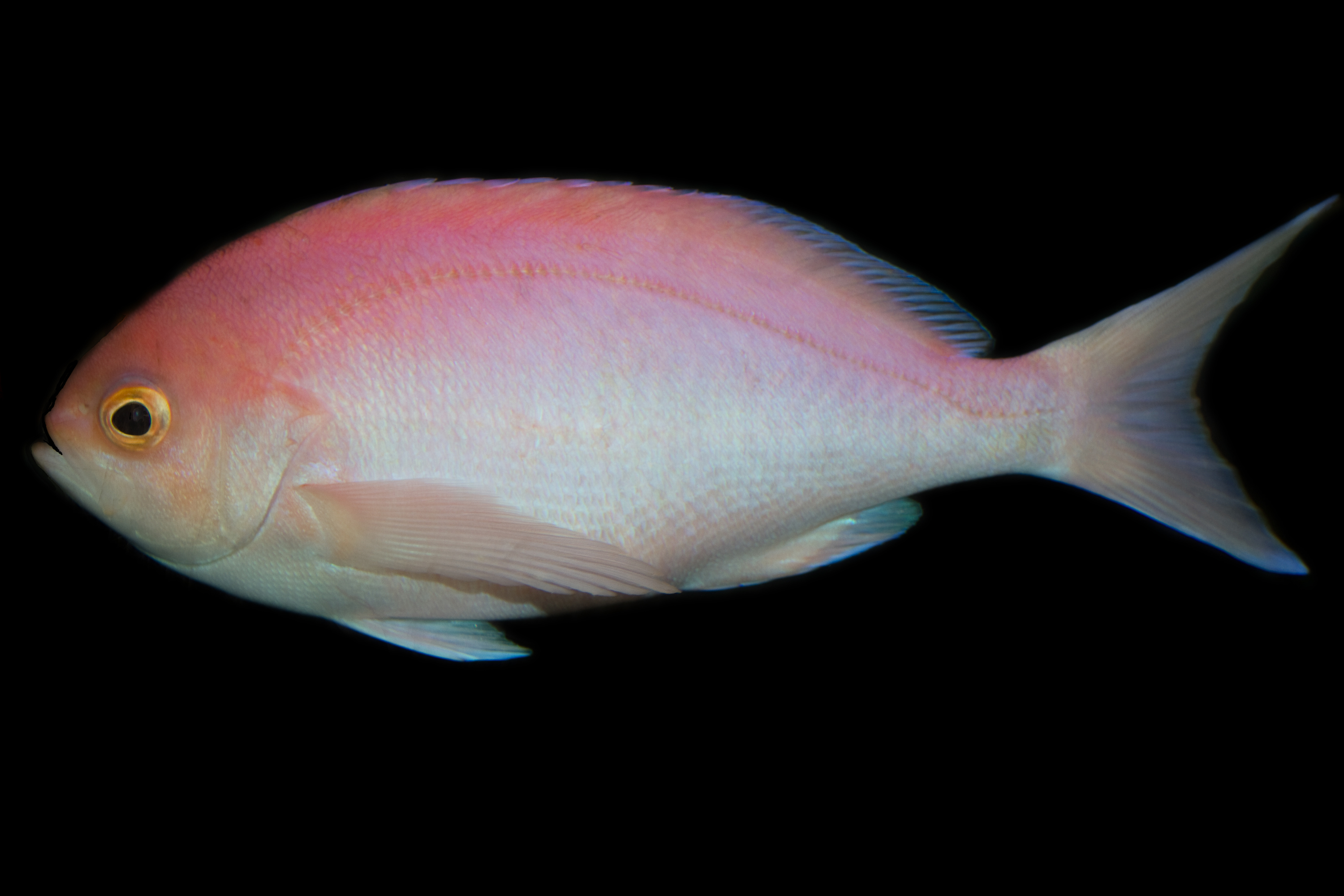
Caprodon longimanus

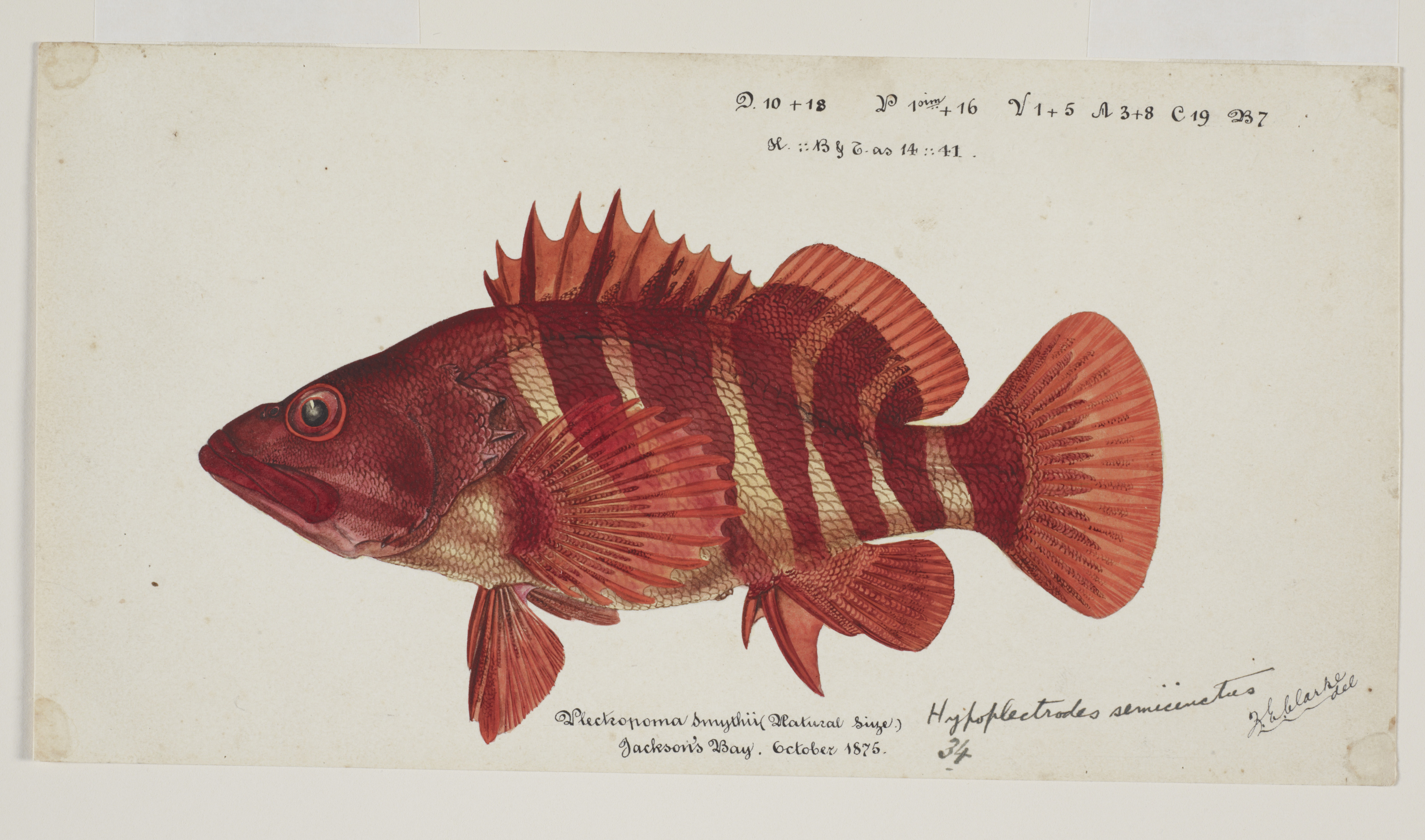
Hypoplectrodes semicinctum (il·lustració del 1875)

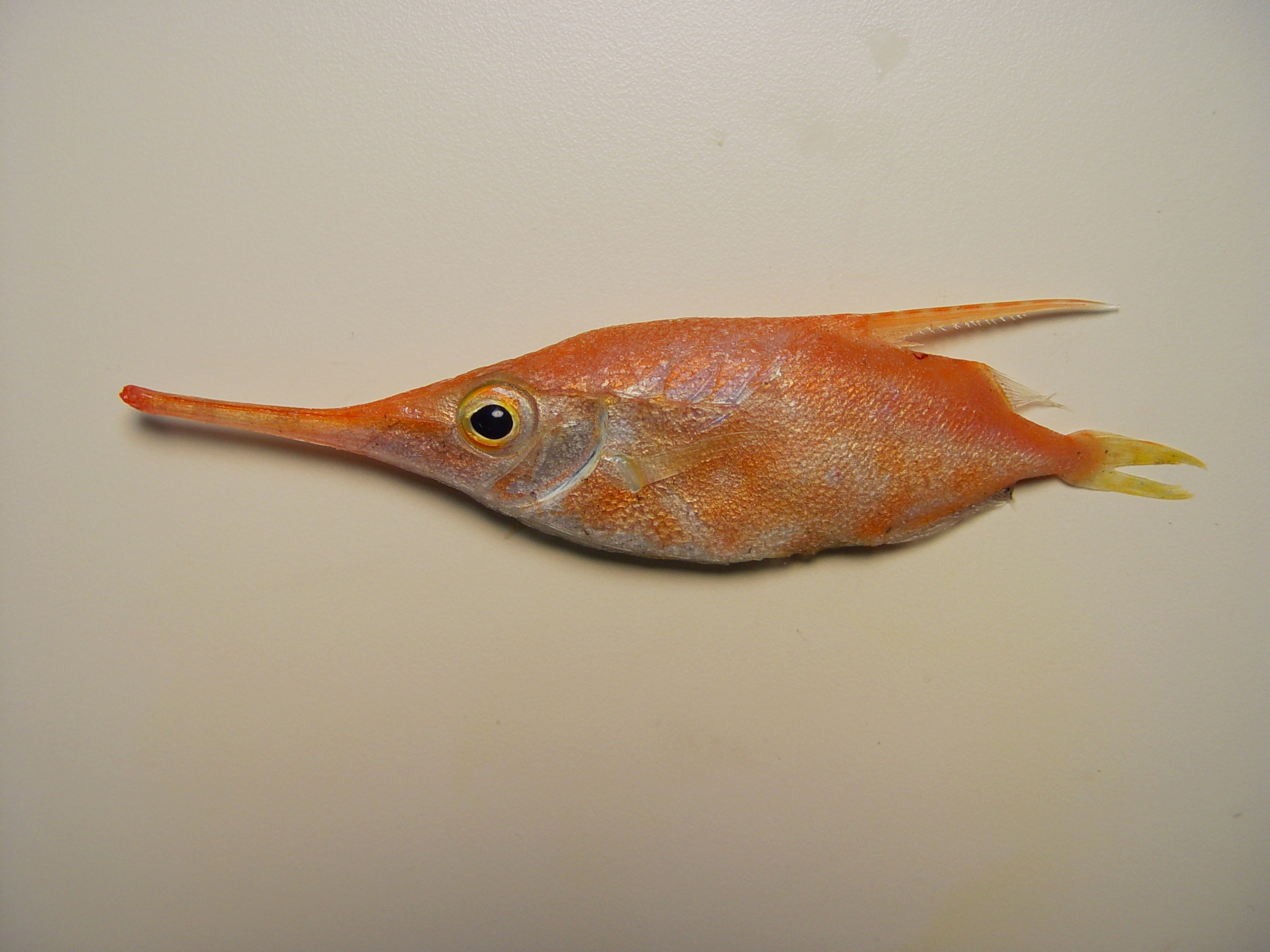
Macroramphosus gracilis

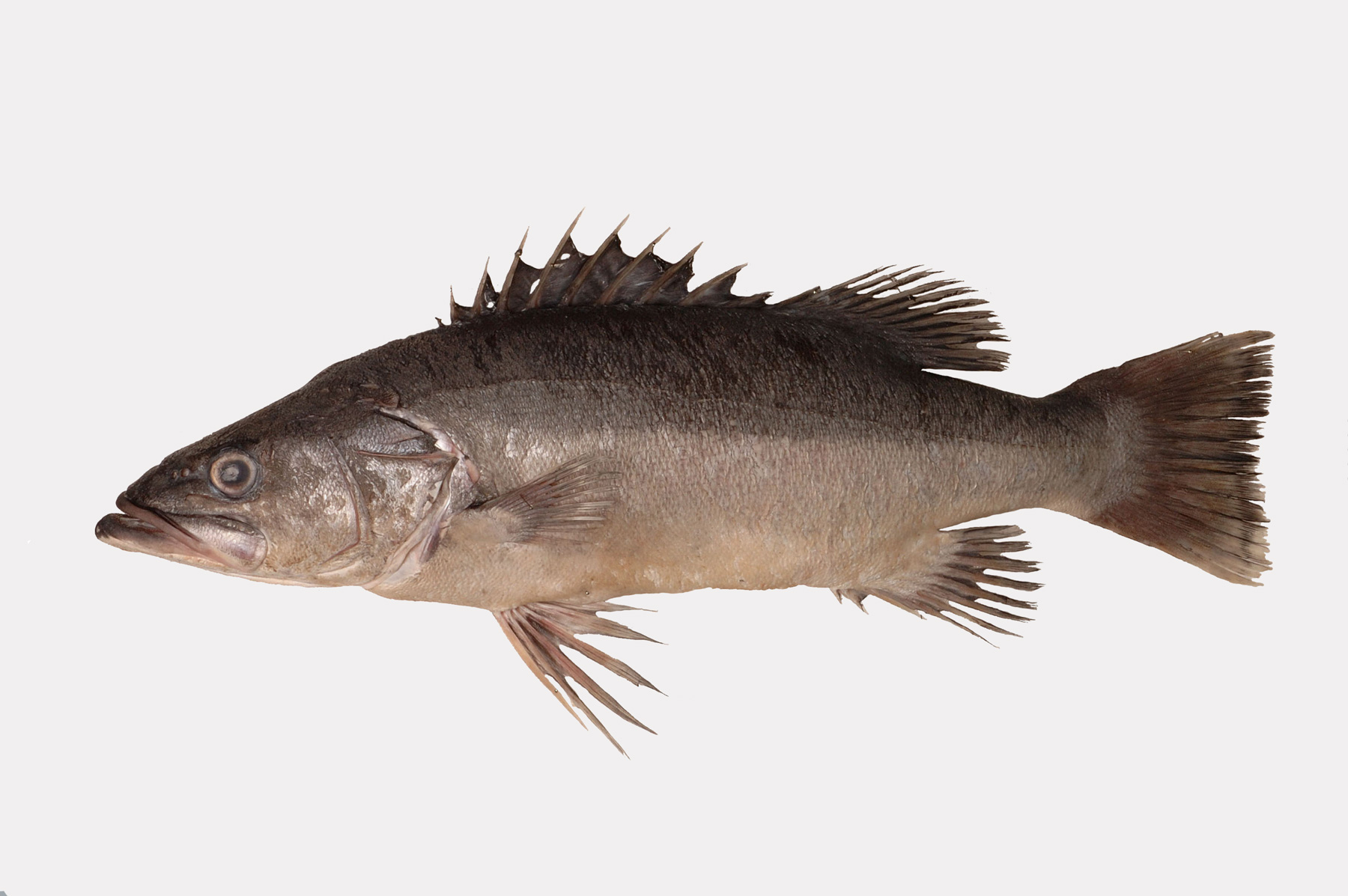
Polyprion oxygeneios

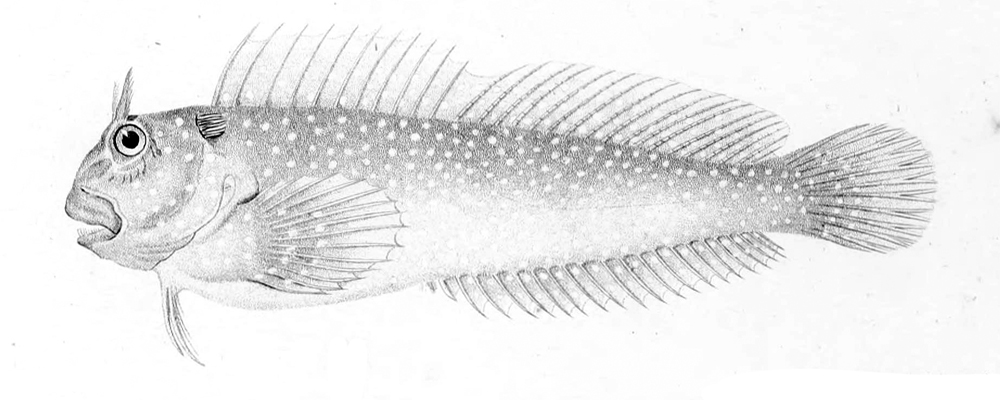
Scartichthys variolatus (il·lustració del 1828)

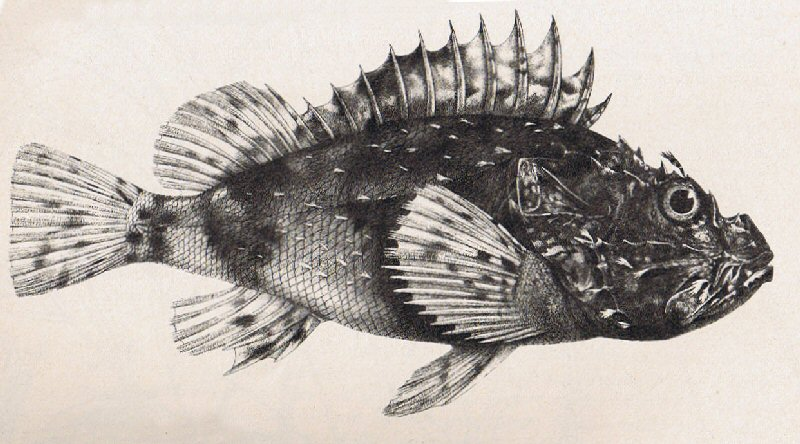
Scorpaena thomsoni

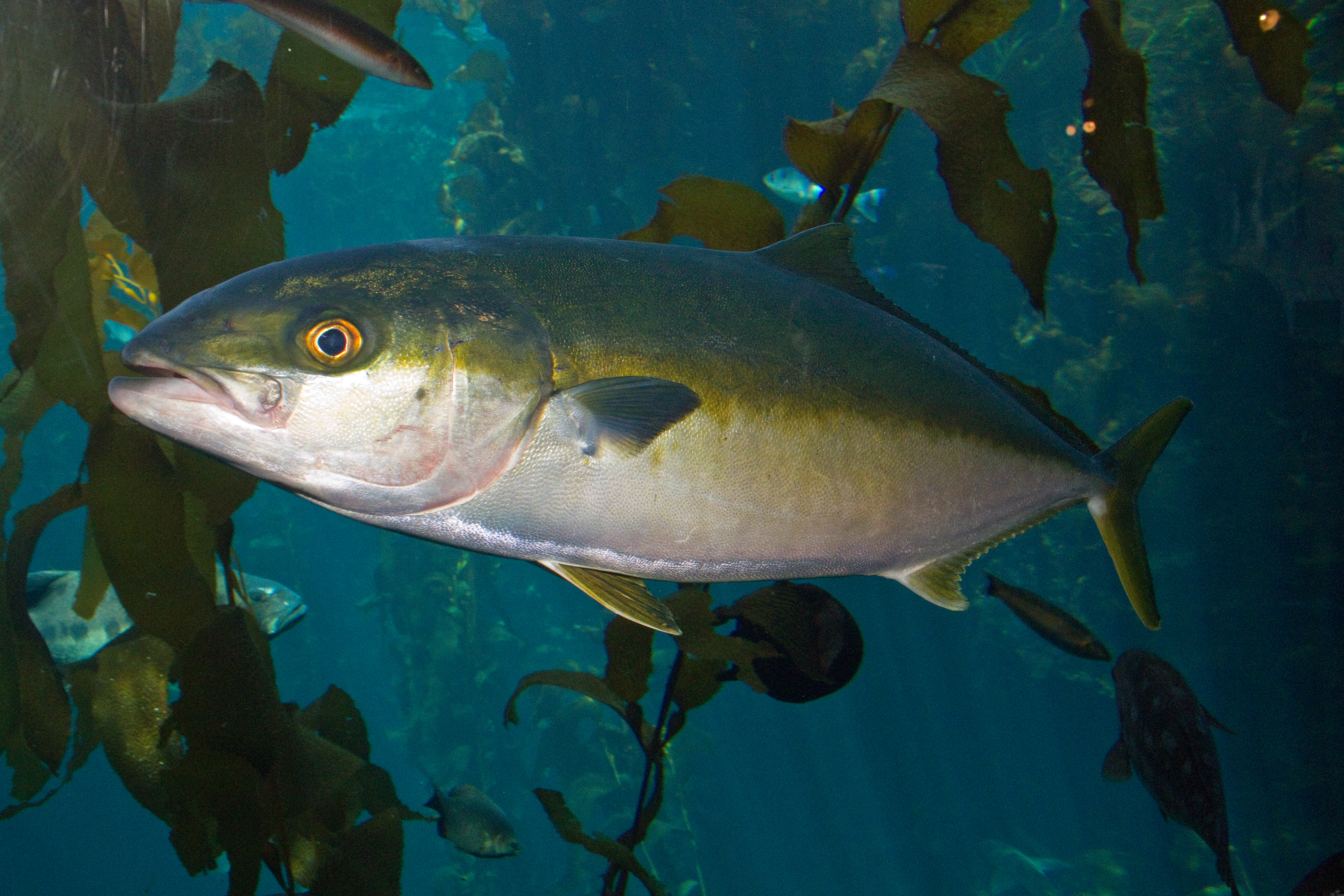
Círvia de cua groga (Seriola lalandi)

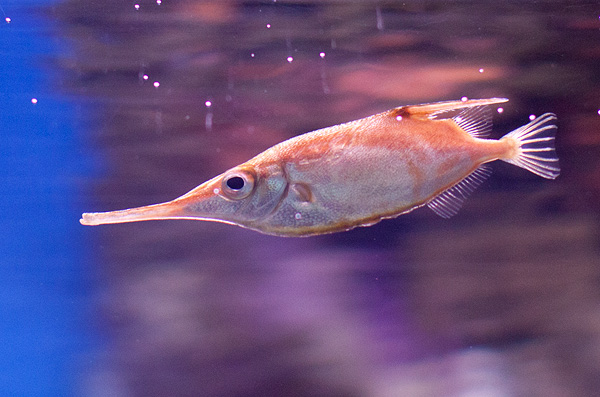
Trompeter (Macroramphosus scolopax)

Aquesta llista de peixos de les illes Desventuradas inclou 44 espècies de peixos que es poden trobar actualment a les illes Desventuradas (Xile) ordenades per l'ordre alfabètic de llur nom científic.

## A
- Amphichaetodon melbae
- Antennatus coccineus
- Antennatus sanguineus
- Arnoglossus coeruleosticta
- Aseraggodes bahamondei

## C
- Callanthias platei
- Caprodon longimanus
- Cheilopogon spilonotopterus
- Chironemus bicornis
- Chromis meridiana
- Cosmocampus heraldi

## E
- Entomacrodus chapmani

## G
- Girella albostriata[1]
- Gonorynchus greyi
- Gymnothorax australicola
- Gymnothorax bathyphilus
- Gymnothorax porphyreus

## H
- Hypoplectrodes semicinctum

## L
- Lotella fernandeziana

## M
- Macroramphosus gracilis
- Macroramphosus scolopax
- Malapterus reticulatus
- Maxillicosta reticulata
- Monocentris reedi[2]

## N
- Nemadactylus gayi

## O
- Ophidion metoecus

## P
- Paralichthys fernandezianus
- Paratrachichthys fernandezianus
- Paratrimma urospila
- Physiculus longicavis
- Plectranthias exsul
- Polyprion oxygeneios
- Pseudocaranx chilensis
- Pseudolabrus gayi

## S
- Scartichthys variolatus
- Scolecenchelys chilensis
- Scolecenchelys profundorum
- Scorpaena fernandeziana
- Scorpaena thomsoni
- Scorpaenodes englerti
- Scorpis chilensis
- Seriola lalandi
- Squalus mitsukurii

## U
- Umbrina reedi[3]